# Es war einmal ein Mord
Es war einmal ein Mord (Once Upon a Crime) ist eine US-amerikanische Filmkomödie aus dem Jahr 1992. Der Film ist eine Neuverfilmung der italienischen Whodunit-Komödie Crimen. Regie bei dem Ensemblefilm führte Eugene Levy. Der Film wurde im deutschsprachigen Raum auch unter dem Titel Es war einmal ein Mord – 7 Gauner und ein Dackel vertrieben.

## Handlung
Die Handlung dreht sich um eine Reihe von Paaren in Monte-Carlo, Monaco. Augie Morosco ist ein Spielsüchtiger, der mit der reichen, schönen und untreuen Elena verheiratet ist. Er ist geschäftlich in Monaco und plant, einen großen Bogen um die Spielbank zu machen. Dies gelingt ihm jedoch nicht und er verprasst ein Vermögen. Neil Schwary ist ein erfolgloser Spieler, der mit seiner Frau Marilyn nach Europa reist, um Designermode zu kaufen. Diese wird dann von ihm umgeschneidert und als sein Produkt verkauft. Er lernt Morosco im Zug kennen, der ihn davor warnt, die Spielbank zu betreten. Julian Peters ist ein erfolgloser Schauspieler, der sich in die Amerikanerin Phoebe verliebt und mit dieser zusammen einen entlaufenen Dackel der Besitzerin, der reichen Madam Van Dougan, zurückbringen will.
Madam Van Dougan wird ermordet aufgefunden und Inspektor Bonnard beginnt zu ermitteln. Die verdächtigen Personen versuchen sich mit Lügen aus der Affäre zu ziehen. Elenas Affäre, Anfälle von Spielsucht und gegenseitige Eifersucht erschweren die Situation der Verdächtigen. Schließlich kann der Fall jedoch aufgeklärt werden: Die Hausangestellten ermordeten die Arbeitgeberin und zerstückelten sie. Bei der Testamentseröffnung stellt sich heraus, dass der Dackel als Alleinerbe eingesetzt wurde, und der Inspektor und sein Assistent rennen los, um das Sorgerecht für das Tier zu beantragen.

## Rezeption
Der Film wurde von Kritikern nicht gelobt. Auf Rotten Tomatoes hat der Film eine Rate von 0 % (ausgewertet wurden sechs Kritiken). Janet Maslin schrieb in einer negativen Kritik in der New York Times, dem Film mangele es an Humor und die Geschichte mit dem Dackel hätte kürzer gefasst werden müssen. Das Lexikon des internationalen Films urteilte: „Remake einer alten Gaunerkomödie, das an die Tradition der ‚screwball comedy‘ anknüpfen möchte, fatalerweise jedoch deren Gesetzmäßigkeiten mißtraut. Trotz hochkarätiger Besetzung nur laut und hektisch.“

## Auszeichnungen
Sean Young wurde 1993 für die Goldene Himbeere in der Kategorie Schlechteste Nebendarstellerin nominiert.

## Weiteres
2006 verfilmte der Inder Abbas-Mustan diesen Film noch einmal. Er kopierte ihn Szene für Szene. Der Bollywoodfilm wurde unter dem Titel 36 China Town vermarktet.
Regisseur Eugene Levy hat als Croupier im Casino einen Cameoauftritt.